# Nikoline Werdelin
Nikoline Werdelin (født 15. september 1960 i København) er en dansk tegner, sceneinstruktør, brevkasseredaktør, dramatiker og forfatter. I 2006 flyttede Werdelin til Berlin, hvorfra hun vendte tilbage i 2014. Hun arbejder nu fra København.
I 1984 vandt Werdelin Politikens tegneseriekonkurrence med striben ”Café”, der de efterfølgende 4 år løb som en daglig tegneserie i avisen. Senere så Homo Metropolis dagens lys og blev henover tyve år følgesvend for læsere af Politiken og er senere udgivet som bøger. Stribesamlingen Homo Metropolis 2010-2012 blev kåret som Årets Tegneserie til Pingprisen i 2014, hvor Werdelin også modtog Æresprisen.
Werdelin har også haft striberne Rose og Laura & Nugga (1986-1998) i Alt for Damerne, men i Ugebladet Søndag har hun en særlig og langstrakt affære, som både tegneserietegner, siden 2010 af Nina fra Rosengade, og som brevkasseredaktør siden 2004. Her besvarer Werdelin henvendelser fra læserne og kaster lys over personlige problemer og dilemmaer med sit eget syn på sagerne.
Som sceneinstruktør har hun først og fremmest iscenesat egne skuespil. Hun debuterede som sceneinstruktør med Den blinde maler på Husets Teater i København i 1999, og iscenesatte i 2001Mine to søstre samme sted. I 2002 iscenesatte hun Boblerne i bækken på Aveny-T i København og i 2006 Natmandens datter på Grønnegårdsteatret. Ni år senere, i 2015, skrev og iscenesatte hun stykket ”Visen om Sidsel”, der blev spillet på Grønnegårdsteatret, og senest har hun skrevet og instrueret ”Stjernefamilien”, der spillede på Det Kongelige Teater i 2017.
Werdelins teaterstykker har turneret bredt i Danmark og flere har været opsat i nordiske og i europæiske lande. For stykkerne Mine to søstre og Boblerne i Bækken fik hun i 2001 og 2002 Reumert prisen som Årets Dramatiker. Hun har også modtaget bl.a. Holbergmedaljen og Ridderkorset samt Statens Kunstfonds hædersydelse.
I 2020 debuterede Werdelin som romanforfatter med Hvordan man redder en lemming på forlaget Gyldendal

## Uddannelse
- Studerede ved Skolen for Brugskunst på linjen for tegning og grafik fra 1981 til 1984.

## Tegneserier (ukomplet liste)
- Café
- I storbyens favn
- Rose
- Homo Metropolis
- Laura og Nugga
- Her på bjerget
- Nina fra Rosengade

## Dramatik (ukomplet liste)
- 1987: Under de gule måner
- 1997: Liebhaverne
- 1999: Den blinde maler
- 2001: Mine to søstre
- 2002: Boblerne i bækken
- 2005: Martas tema
- 2006: Natmandens datter
- 2015: Visen om Sidsel Arkiveret 3. februar 2019 hos  Wayback Machine
- 2017: Stjernefamilien

Nicoline Werdelins skuespil findes bevaret i Dramatisk Bibliotek på Det Kongelige Bibliotek.

## Medvirkende i
- "Jeg tegner, når jeg skriver - Elleve tegnere skriver dagbog" af Morten Schelde, Katrine Marie Nielsen, Nikoline Werdelin m.fl. (2013)
- "From Wonderland with love" af Zven Balslev, Vibe Bredal, Simon Bukhave, HuskMitNavn, Nikoline Werdelin m.fl. (2009)
- "Er det her der bliver bollet?" af Maise Njor (2009)
- "Sukkersheriffen" af Vibeke Lund og Lene Outzen Foghsgaard (2009)
- "Bibelen har ordet" af Synne Garff og Johannes Møllehave (2009)
- "Da glæden blev født" af Johannes Møllehave (1995)
- "Fredmans epistler og sange" af Carl Michael Bellmann (1991)

## Priser og hædersbevisninger
- 1986: Robert Storm P.-legat
- 1988: Alfred Schmidts legat
- 1997: Publicistprisen
- 1997: Danske Bladtegneres Cross-pris
- 1997: Allen-prisen
- 1997: Jeanne og Henri Nathansen fødselsdagslegat
- 1997: Nils Ufers Mindelegat til unge, besværlige journalister
- 1998: Statens Kunstfond, arbejdslegat
- 2003: Gentofte kommunes Kulturpris
- 2003: Dansk Teaterforenings hæderspris
- 2004: Dansk Litteraturpris for Kvinder fra Ragna Sidéns Fond
- 2007: Modersmål-Prisen
- 2010: Ridderkorset af Dannebrogordenen
- 2010: Holberg-medaljen
- 2011: Kjell Abell-prisen
- 2014: Ping-Prisen
- 2018: Årets Frederiksbergborger
- 2018: Hanne Hansen Prisen
- 2019: Statens Kunstfonds hædersydelse[2]